# 阿尔比扎泰
阿尔比扎泰（義大利語：Albizzate），是意大利瓦雷泽省的一个市镇。总面积3平方公里，人口5185人，人口密度1728.3人/平方公里（2009年）。国家统计（ISTAT）代码为012002。